# Pseudanophthalmus montanus
Pseudanophthalmus montanus är en skalbaggsart som beskrevs av Barr. Pseudanophthalmus montanus ingår i släktet Pseudanophthalmus och familjen jordlöpare. Inga underarter finns listade i Catalogue of Life.